# مارتينا ايمانويل
مارتينا ايمانويل (بالإنجليزية: Martina Emanuel)‏ هي مبارزة بالسيف بريطانية، ولدت في 26 ديسمبر 1985 في ميلانو في إيطاليا.

## وصلات خارجية
- مارتينا ايمانويل على موقع الاتحاد الدولي للمبارزة (الإنجليزية)
- مارتينا ايمانويل على موقع الاتحاد الأوروبي للمبارزة (الإنجليزية)
- مارتينا ايمانويل على موقع اللجنة الأولمبية الدولية (الإنجليزية)
- مارتينا ايمانويل على موقع أوليمبيديا (الإنجليزية)
- مارتينا ايمانويل على موقع اللجنة الأولمبية البريطانية (الإنجليزية)